# Banda Oriental
Banda Oriental è il termine spagnolo (traducibile in italiano come «Striscia orientale») utilizzato a partire dal XVI secolo per indicare la zona più orientale del Vicereame del Río de la Plata, i territori coloniali spagnoli in Sud America posti a oriente del fiume Uruguay e a nord del Río de la Plata.

## Geografia
L'area geografica non ha confini ben definiti: si tratta di un territorio collinare, ricco di numerosi corsi d'acqua e di porti naturali, corrispondente approssimativamente al territorio dell'attuale Uruguay (República Oriental del Uruguay) e degli attuali stati federati del Brasile Rio Grande do Sul e Santa Catarina. La colonizzazione di questo territorio assunse aspetti insoliti in quanto in un certo senso avvenne prima ad opera dei bovini e solo poi ad opera dell'uomo: il bestiame, introdotto già all'epoca di Hernandarias, si riprodusse spontaneamente allo stato brado, mentre inizialmente non si ebbero invece insediamenti umani stabili. I primi coloni stabili furono portoghesi i quali fondarono nel 1680 la Colonia del Sacramento, di fronte all'attuale Buenos Aires. Fin dall'inizio, la presenza di bestiame, la possibilità dei commerci (i numerosi corsi d'acqua sono spesso navigabili e permettono di raggiungere i fiumi Uruguay e Paranà) e la vicinanza di spagnoli e di portoghesi, hanno costituito occasioni di incontro e di scontro che hanno condizionato la storia di questo territorio.

## Storia
Nei primi anni del XVII secolo gli abitanti di Asunción (Paraguay) chiamavano «La Banda Oriental» o «La Banda de los Charrúas» (in quei territori vi si era stabilito il popolo Charrúa) i territori posti in prossimità del "La Mar del Nord" (l'Oceano Atlantico) alla loro latitudine. A nord de «La Banda Oriental» vi era il territorio chiamato Guayrá  (o Pinería) corrispondente all'attuale stato brasiliano del Paraná, ma all'epoca sotto la giurisdizione del Paraguay. Alla fine del XVII secolo la Banda Oriental comprendeva il territorio chiamato dagli spagnoli Campaña del Río Grande de San Pedro e dai portoghesi Região da Campanha do Rio Grande do Sul. Nel 1618 la Banda Oriental entrò a far parte della Giurisdizione del Río de la Plata (Gobernación del Río de la Plata). Nel 1680 i portoghesi fondarono la Colonia del Sacramento, il cui possesso provocò un lungo conflitto tra la Spagna e il Portogallo, che si concluse nel 1777 con la firma del Trattato di San Ildefonso in base al quale la città del Sacramento venne ceduta alla Spagna e la regione unita al Vicereame del Río de la Plata; nel 1811, tuttavia, quest'ultimo venne sciolto in favore della Provincia Orientale del Río de la Plata, con capitale Montevideo. La lotta con i Portoghesi tuttavia non cessò: nel 1821 il territorio fu annesso al Brasile con il nome di Provincia Cisplatina; riottenne l'indipendenza nel 1825, dopo numerose rivolte, fu coinvolta in una nuova guerra nel 1826 e finalmente, nel 1828, il Trattato di Montevideo, promosso dal Regno Unito, rese l'Uruguay uno stato indipendente. 
Anche Garibaldi combatté fra il 1842 e il 1846 nella Banda Oriental, difendendola dalle ambizioni di conquista del dittatore argentino Rosas.